# Enterprise (navette spatiale)
OV-101
Pour les articles homonymes, voir Enterprise.
Enterprise ou OV-101 (Orbital Vehicle-101) est la première navette spatiale américaine construite pour la NASA.

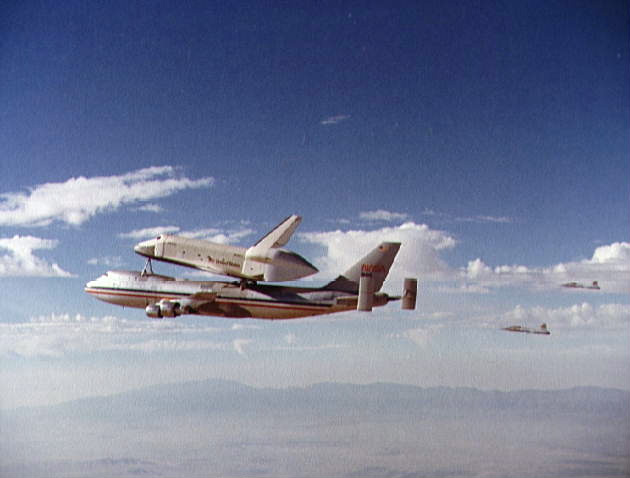
Test en vol de la navette Enterprise depuis un Shuttle Carrier Aircraft, un Boeing 747 modifié.

## Histoire

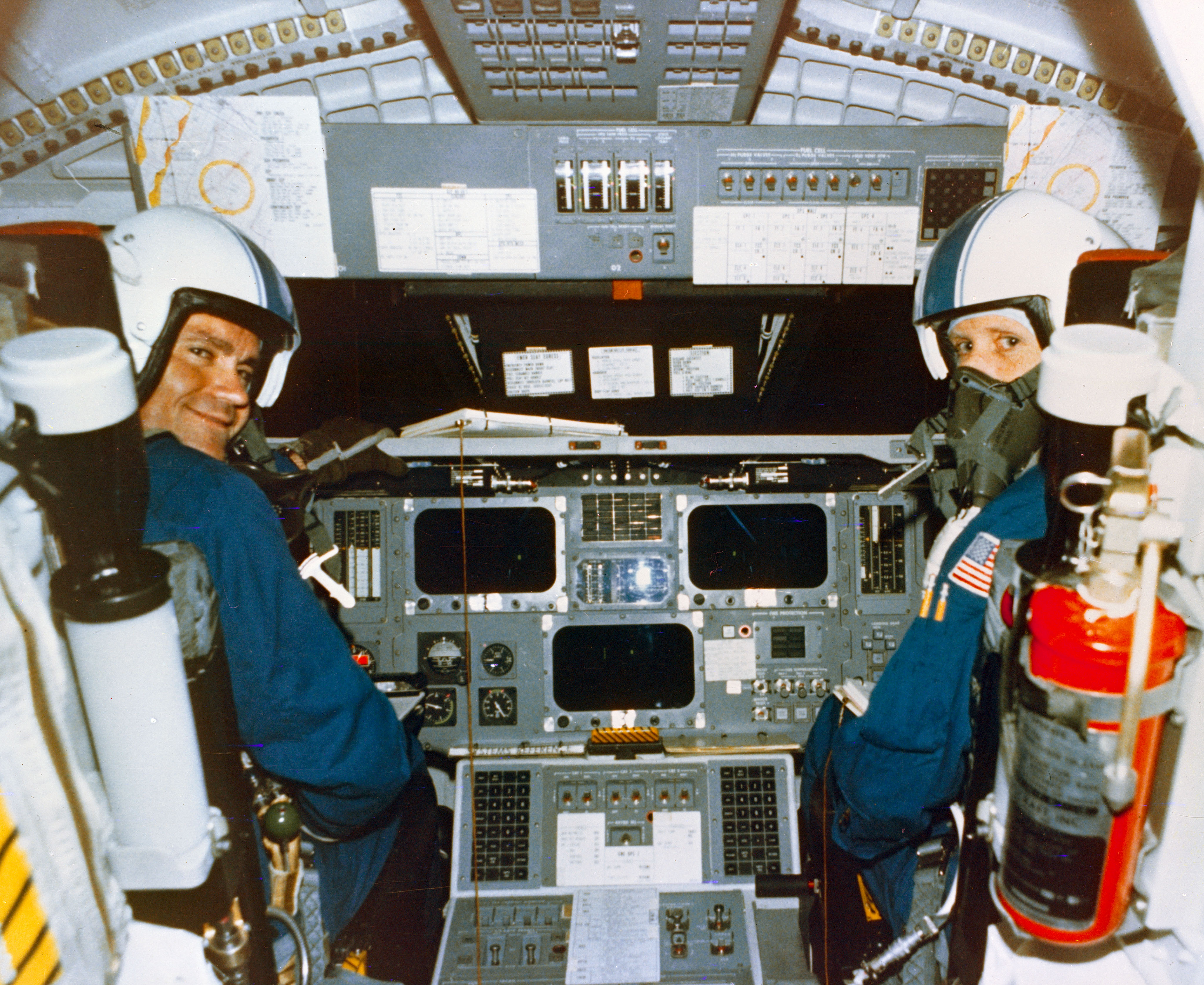
Fred Haise et Gordon Fullerton (portant le masque à oxygène) dans le cockpit dEnterprise en 1977.

Le 26 juillet 1972, le contrat pour sa fabrication fut attribué à Rockwell International. Sa construction commença le 4 juin 1974 et son assemblage se termina le 12 mars 1975. Son premier vol eut lieu le 17 juin 1977 (il fut retardé d'un jour, la NASA étant en deuil, à la suite du décès de Wernher von Braun). Son premier vol libre, lui, se déroula le 12 août 1977, et son dernier le 26 octobre 1977. Elle n'a finalement jamais été mise en orbite, étant d'abord utilisée pour faire des vols expérimentaux, les tests d'approche et d'atterrissage de la navette spatiale américaine.
L'Enterprise est exposée à l'Intrepid Sea-Air-Space Museum à New York à partir du 19 juillet 2012.

## Quand la fiction influence la réalité

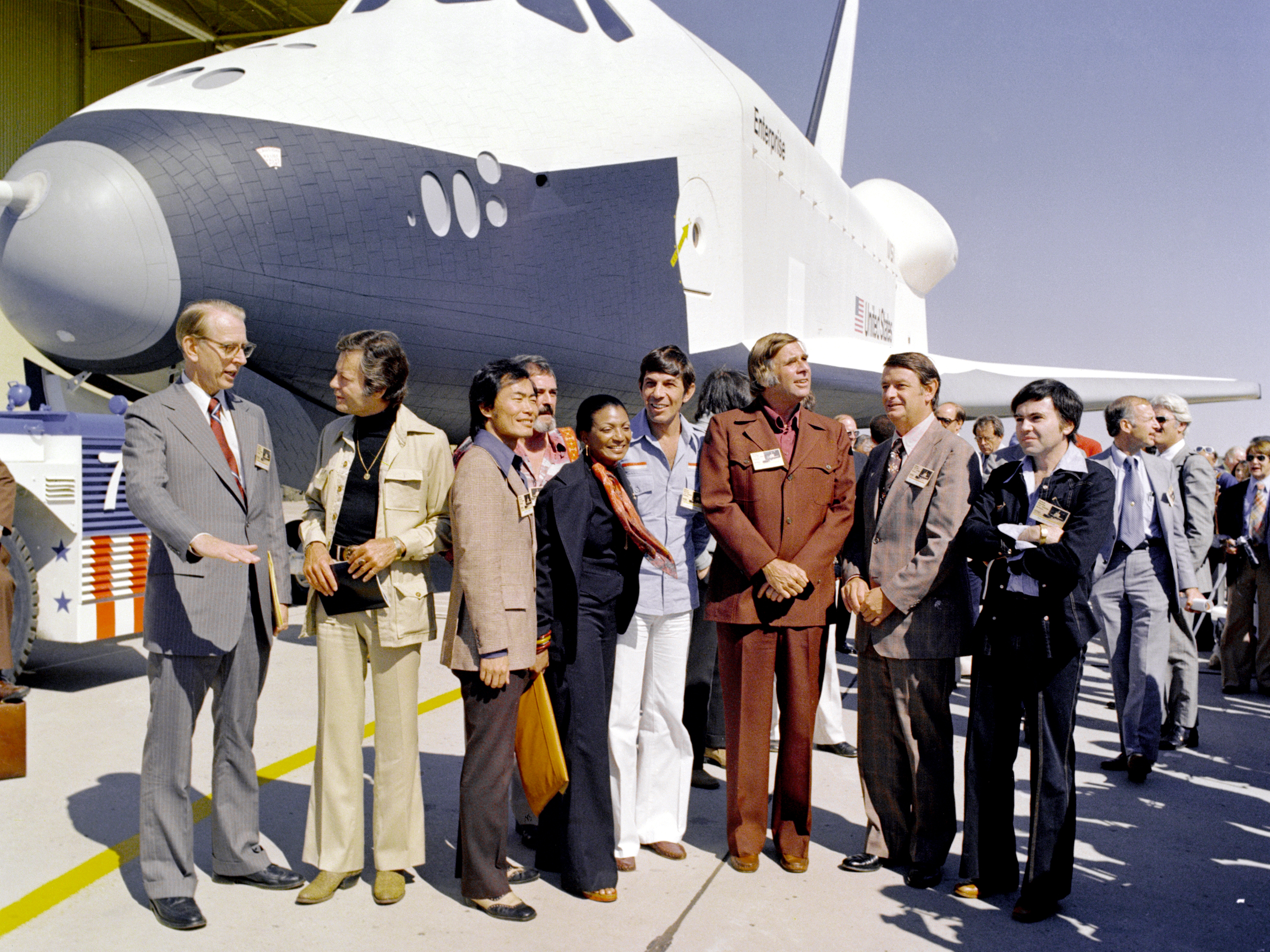
Le créateur de Star Trek Gene Roddenberry, des membres de Star Trek et des administrateurs de la NASA lors de l'inauguration dEnterprise.

Devant être à l'origine nommée Constitution, la navette fut rebaptisée Enterprise en référence au vaisseau spatial de la série télévisée Star Trek après une campagne massive de fans (200 000 lettres).
Pour la petite histoire, les deux premiers Enterprise (NCC-1701 et NCC-1701-A) appartiennent à la classe de vaisseau Constitution.
Le 17 septembre 1976, Gene Roddenberry (créateur de la série) et les acteurs de la série assistèrent à la cérémonie d'inauguration de la navette. Par la suite, le 1er film Star Trek, sorti en 1979, présenta un tableau de la navette à côté d'autres illustres vaisseaux nommés Enterprise. En 2001, le générique de la série Star Trek: Enterprise inclut des images de la navette et un autre tableau de la navette est visible tout au long de la série dans les quartiers du capitaine Jonathan Archer.

## Intrepid Sea-Air-Space Museum

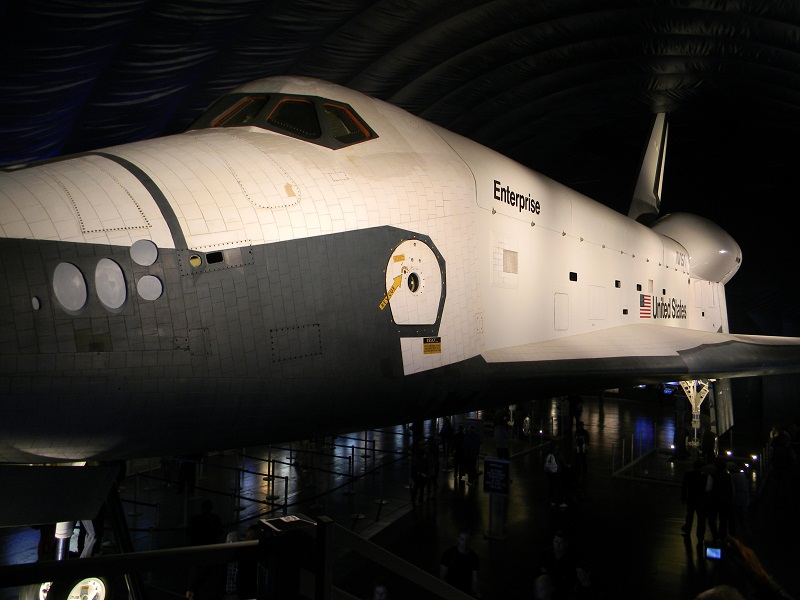
Entreprise au Intrepid Sea-Air-Space Museum.

L'Intrepid Sea-Air-Space Museum, musée de New York consacré à l'histoire maritime, aérospatiale et militaire qui expose plusieurs bateaux-musées, fait l’acquisition de la navette spatiale Enterprise, le 19 juillet 2012.

## Honneur
L'astéroïde (9777) Enterprise est nommé d'après l'USS Enterprise de Star Trek et la navette spatiale Enterprise.